# 邢大忠
邢大忠（1575年—1646年），字仲安，號淇瞻，浙江紹興府山陰縣人，明朝、南明政治人物。

## 生平
邢大忠是萬曆四十年（1612年）壬子科鄉試第五十名舉人，天啟二年（1622年）的進士，四年獲授行人，七年升吏部稽勋司主事，调驗封、调考功、调文選主事，彈劾崔呈秀不為母親守喪。崇禎元年（1628年），他因雙親去世歸鄉，與劉宗周、陶望齡講證人學。崇祯九年（1636年），獲起用為江西南昌兵备僉事，擒拿在武奉山左亂的盜寇李瘦子，十二年（1639年）升任四川川北道右參議時考慮形勢，建立四十座堡壘，抓拿爬山虎、一翅飛等流寇；十四年升四川副使，十五年再調任廣東嶺東道副使，十七年陞岭西道参政，釋放冤獄。
弘光帝繼位，邢大忠和宋紀聯合剿滅芝蔴觔瑤族、黎族的盜犯，晉官布政使。到隆武帝即位後，他和胡時忠、賀登選共同得徵召，擢官太僕少卿，轉任戶部右侍郎；福京失守後去世，虛歲七十二。

## 家族
子邢豫在監國魯王擔任待詔，轉為武庫主事。